# Laophontopsidae
Laophontopsidae é uma família de crustáceos da ordem Harpacticoida.